# Lysilinga nigra
Lysilinga nigra är en tvåvingeart som beskrevs av Webb 2006. Lysilinga nigra ingår i släktet Lysilinga och familjen stilettflugor. Inga underarter finns listade i Catalogue of Life.